# Lista de representantes da Dinamarca ao Oscar de melhor filme internacional

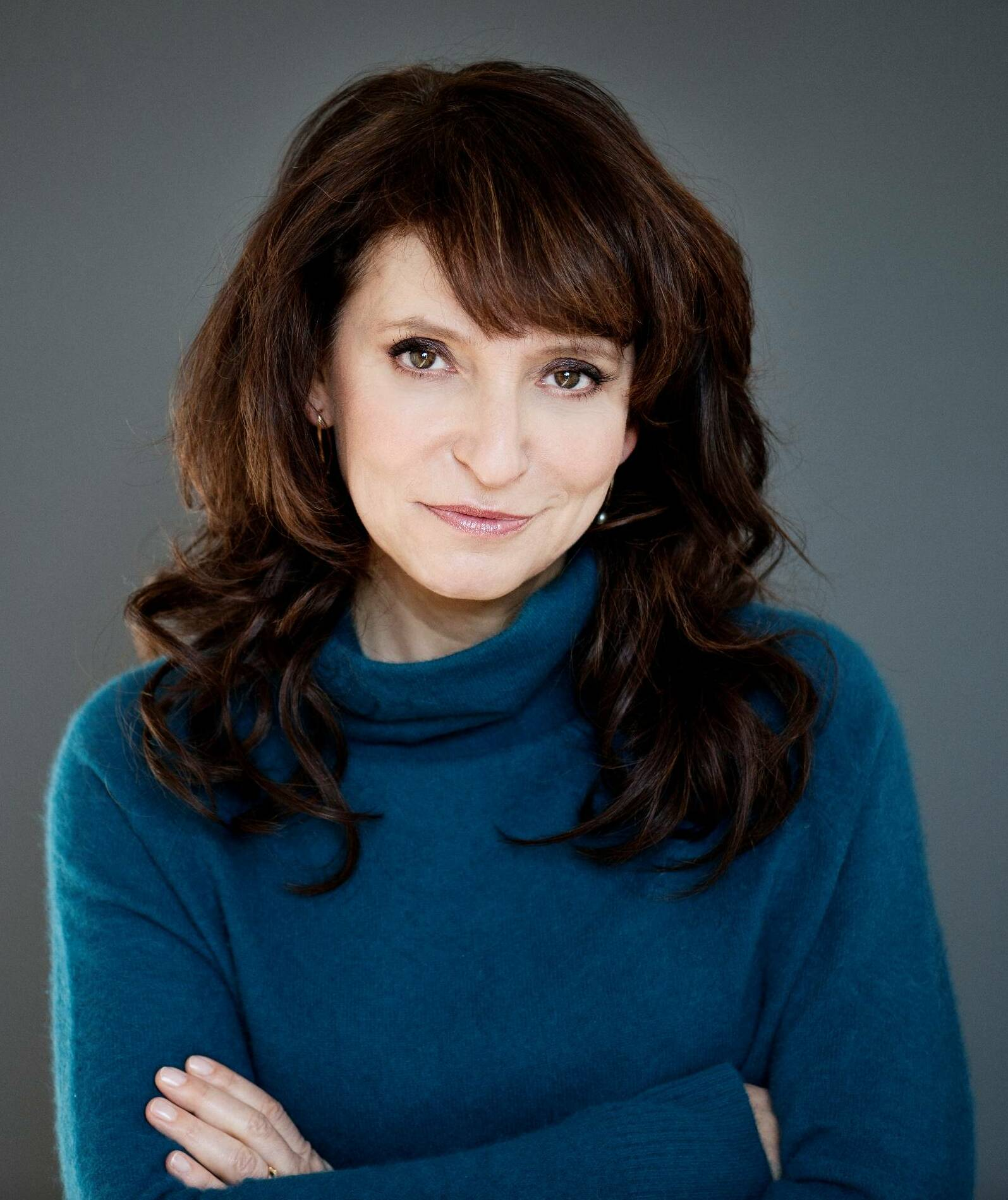
Susanne Bier foi a primeira mulher dinamarquesa a vencer o prêmio, por Hævnen.

A Dinamarca tem enviado filmes ao Oscar de melhor filme internacional desde a concepção do prêmio, sendo 14 indicados e quatro vitoriosos até 2023.
A inscrição oficial da Dinamarca é selecionada anualmente no final do verão do Hemisfério Norte pelo Instituto de Cinema da Dinamarca
Em 1957, a Dinamarca se tornou o primeiro país a enviar um filme com uma diretora mulher à premiação (Annelise Hovmand com Ingen tid til kærtegn). Dois anos depois, Paw, de Astrid Henning-Jensen, se tornou o primeiro filme dirigido por uma mulher a receber uma indicação na categoria.
Entre 1998 e 2002, quatro das cinco inscrições dinamarquesas foram enviadas de acordo com os princípios austeros da Dogma 95. Nenhum foi indicado e mais nenhum foi inscrito desde então.

## Filmes
A Academia de Artes e Ciências Cinematográficas convida as indústrias cinematográficas de vários países a enviar seus melhores filmes para o Oscar de Melhor Filme Internacional desde 1956. O Comitê de Filmes Internacionais dirige o processo e revê todos os filmes enviados. Depois disso, eles votam via voto secreto para determinar os cinco indicados para o prêmio. Antes da premiação ser criada, o Conselho de Governadores da Academia votava em um filme todo ano que era considerado o melhor filme de língua estrangeira lançado nos Estados Unidos e não havia enviados.
A lista abaixo contém os filmes enviados pela Dinamarca para análise da Academia. Todas as inscrições eram principalmente em dinamarquês, com exceção de Holy Spider (em persa).
| Ano (Cerimônia) | Título original                                 | Título em português                    | Diretor(a)                          | Resultado    |
| --------------- | ----------------------------------------------- | -------------------------------------- | ----------------------------------- | ------------ |
| 1956 (29ª)      | Qivitoq                                         |                                        | Erik Balling                        | Indicado     |
| 1957 (30ª)      | Ingen tid til kærtegn                           |                                        | Annelise Hovmand                    | Não indicado |
| 1958 (31ª)      | Guld og grønne skove                            |                                        | Gabriel Axel                        | Não indicado |
| 1959 (32ª)      | Paw                                             |                                        | Astrid Henning-Jensen               | Indicado     |
| 1961 (34ª)      | Harry og kammertjeneren                         | '                                      | Bent Christensen                    | Indicado     |
| 1964 (37ª)      | Sekstet                                         |                                        | Annelise Hovmand                    | Não indicado |
| 1965 (38ª)      | Gertrud                                         | Gertrud                                | Carl Theodor Dreyer                 | Não indicado |
| 1966 (39ª)      | Sult                                            | A Fome                                 | Henning Carlsen                     | Não indicado |
| 1967 (40ª)      | Der var engang en krig                          |                                        | Palle Kjærulff-Schmidt              | Não indicado |
| 1967 (41st)     | Människor möts och ljuv musik uppstår i hjärtat |                                        | Henning Carlsen                     | Não indicado |
| 1969 (42ª)      | Balladen om Carl-Henning                        |                                        | Lene Grønlykke, Sven Grønlykke      | Não indicado |
| 1970 (43ª)      | Ang.: Lone                                      |                                        | Franz Ernst                         | Não indicado |
| 1971 (44ª)      | Den forsvundne fuldmægtig                       |                                        | Gert Fredholm                       | Não indicado |
| 1972 (45ª)      | Man sku' være noget ved musikken                |                                        | Henning Carlsen                     | Não indicado |
| 1974 (47ª)      | Olsen-bandens sidste bedrifter                  |                                        | Erik Balling                        | Não indicado |
| 1975 (48ª)      | Per                                             |                                        | Hans Kristensen                     | Não indicado |
| 1976 (49ª)      | Olsen-banden ser rødt                           |                                        | Erik Balling                        | Não indicado |
| 1977 (50ª)      | Drenge                                          |                                        | Nils Malmros                        | Não indicado |
| 1978 (51ª)      | Mig og Charly                                   |                                        | Morten Arnfred, Henning Kristiansen | Não indicado |
| 1979 (52ª)      | Johnny Larsen                                   |                                        | Morten Arnfred                      | Não indicado |
| 1982 (55ª)      | Kundskabens træ                                 |                                        | Nils Malmros                        | Não indicado |
| 1983 (56ª)      | Zappa                                           |                                        | Bille August                        | Não indicado |
| 1984 (57ª)      | Tukuma                                          |                                        | Palle Kjærulff-Schmidt              | Não indicado |
| 1985 (58ª)      | Tro, håb og kærlighed                           | Twist and Shout                        | Bille August                        | Não indicado |
| 1986 (59ª)      | Manden i Månen                                  |                                        | Erik Clausen                        | Não indicado |
| 1987 (60ª)      | Babette's Feast                                 | A Festa de Babette                     | Gabriel Axel                        | Oscar        |
| 1988 (61ª)      | Pelle the Conquerora[›]                         | Pelle, o Conquistador                  | Bille August                        | Oscar        |
| 1989 (62ª)      | Dansen med Regitze                              | Dançando pela Vida                     | Kaspar Rostrup                      | Indicado     |
| 1990 (63ª)      | Lad isbjørnene danse                            |                                        | Birger Larsen                       | Não indicado |
| 1991 (64ª)      | Den Store Badedag                               | O Grande Dia na Praia                  | Stellan Olsson                      | Não indicado |
| 1992 (65ª)      | Sofie                                           | Sofie                                  | Liv Ullmann                         | Não indicado |
| 1993 (66ª)      | Sort høst                                       |                                        | Anders Refn                         | Não indicado |
| 1994 (67ª)      | Min fynske barndom                              |                                        | Erik Clausen                        | Não indicado |
| 1996 (69ª)      | Hamsun                                          |                                        | Jan Troell                          | Não indicado |
| 1997 (70ª)      | Barbara                                         |                                        | Nils Malmros                        | Não indicado |
| 1998 (71ª)      | Festen                                          | Festa de Família                       | Thomas Vinterberg                   | Não indicado |
| 1999 (72ª)      | Mifunes sidste sang                             | Mifune                                 | Søren Kragh-Jacobsen                | Não indicado |
| 2000 (73ª)      | Her i nærheden                                  |                                        | Kaspar Rostrup                      | Não indicado |
| 2001 (74ª)      | Italiensk for begyndere                         | Italiano para Principiantes            | Lone Scherfig                       | Não indicado |
| 2002 (75ª)      | Elsker dig for evigt                            | Corações Livres                        | Susanne Bier                        | Não indicado |
| 2003 (76ª)      | Reconstruction (filme)                          | Reconstrução de um Amor                | Christoffer Boe                     | Não indicado |
| 2004 (77ª)      | De fem benspænd                                 | As Cinco Obstruções                    | Lars von Trier, Jørgen Leth         | Não indicado |
| 2005 (78ª)      | Adams æbler                                     | Entre o Bem e o Mal                    | Anders Thomas Jensen                | Não indicado |
| 2006 (79ª)      | Efter brylluppet                                | Depois do Casamento                    | Susanne Bier                        | Indicado     |
| 2007 (80ª)      | Kunsten at græde i kor                          |                                        | Peter Schønau Fog                   | Não indicado |
| 2008 (81ª)      | To verdener                                     |                                        | Niels Arden Oplev                   | Não indicado |
| 2009 (82ª)      | Frygtelig lykkelig                              |                                        | Henrik Ruben Genz                   | Não indicado |
| 2010 (83ª)      | Hævnen                                          | Em um Mundo Melhor                     | Susanne Bier                        | Oscar        |
| 2011 (84ª)      | Superclásico                                    |                                        | Ole Christian Madsen                | Pré-lista    |
| 2012 (85ª)      | En kongelig affære                              | O Amante da Rainha                     | Nikolaj Arcel                       | Indicado     |
| 2013 (86ª)      | Jagten                                          | A Caça                                 | Thomas Vinterberg                   | Indicado     |
| 2014 (87ª)      | Sorg og glæde                                   | Tristeza e Alegria                     | Nils Malmros                        | Não indicado |
| 2015 (88ª)      | Krigen                                          | Guerra                                 | Tobias Lindholm                     | Indicado     |
| 2015 (89ª)      | Under sandet                                    | Terra de Minas                         | Martin Zandvliet                    | Indicado     |
| 2017 (90ª)      | Du forsvinder                                   | Você Desapareceu                       | Peter Schønau Fog                   | Não indicado |
| 2018 (91ª)      | Den skyldige                                    | Culpa                                  | Gustav Möller                       | Pré-lista    |
| 2019 (92ª)      | Dronningen                                      | Rainha de Copas                        | May el-Toukhy                       | Não indicado |
| 2020 (93ª)      | Druk                                            | Druk - Mais Uma Rodada                 | Thomas Vinterberg                   | Oscar        |
| 2021 (94ª)      | Flugt                                           | Flee - Nenhum Lugar para Chamar de Lar | Jonas Poher Rasmussen               | Indicado     |
| 2022 (95ª)      | عنکبوت مقدس (em persa) Holy Spider (em inglês)  | Holy Spider                            | Ali Abbasi                          | Pré-lista    |